# Василёво (Макарьевский район)
Василёво — деревня в Макарьевском районе Костромской области. Входит в состав Нежитинского сельского поселения.

## География
Находится в юго-восточной части Костромской области на расстоянии приблизительно 58 км на юг-юго-запад по прямой от районного центра города Макарьев недалеко от слияния Нёмды и Унжи.

## История
В 1872 году здесь было учтено 19 дворов, в 1907 году отмечен был 31 двор. В годы коллективизации был основан колхоз «Красное Знамя».

## Население
Постоянное население составляло 122 человека (1872 год), 170 (1907), 2 в 2002 году (русские 100 %), 1 в 2022.